# Heteropelidnota kuhnti
Heteropelidnota kuhnti is een keversoort uit de familie bladsprietkevers (Scarabaeidae). De wetenschappelijke naam van de soort is voor het eerst geldig gepubliceerd in 1912 door Ohaus.